# Cerros Manashahuemana
Los cerros Manashahuemana son un conjunto de montañas que forman parte de la cordillera Azul en el parque nacional homónimo. Se encuentran dentro del departamento de Loreto, al noreste del Perú.

## Toponimia
Manashahuemana es una palabra del idioma shipibo, que significa tortuga, dicho pueblo habita de manera ancestral los cerros de cordillera Azul.

## Descripción
Se encuentran dentro del distrito de Pampa Hermosa, provincia de Ucayali, al sur del departamento de Loreto. Sus partes más altas alcanzan los 350 metros encontrándose en su interior bosques de neblina, por los cerros pasa el río Pisqui.
En algunos de los cerros existen miradores que sirven como recurso económico, mediante el turismo, a las comunidades indígenas del lugar.